# Dolutegravir/lamivudine
Dolutegravir/lamivudine (tên thương mại Dovato) là một loại thuốc kết hợp để điều trị HIV/AIDS. Nó đã được phê duyệt để sử dụng tại Hoa Kỳ vào tháng 4 năm 2019. Nó chứa dolutegravir, một chất ức chế integrase và lamivudine, một chất ức chế men sao chép ngược.